# Джорджо Скальвіні
Джорджо Скальвіні (італ. Giorgio Scalvini; нар. 11 грудня 2003, К'ярі) — італійський футболіст, центральний захисник «Аталанти» та національної збірної Італії.

## Клубна кар'єра
Народився 11 грудня 2003 року в місті К'ярі. Вихованець юнацьких команд футбольних клубів «Палаццоло», «Брешія» та «Аталанта».
У дорослому футболі дебютував у сезоні 2021/22 виступами за головну команду «Аталанти».

## Виступи за збірні
Перебуваючи в академії «Аталанти», привернув увагу тренерів юнацьких збірних Італії. 2018 року дебютував у складі юнацької збірної Італії (U-15), загалом на юнацькому рівні за команди різних вікових категорій взяв участь у 17 іграх.
У листопаді 2021 року дебютував у складі молодіжної збірної Італії, а вже 14 червня 2022 року, все ще 18-річний на той час гравець дебютував за головну збірну Італії у грі Ліги націй УЄФА проти Німеччини.

## Статистика виступів

### Статистика клубних виступів
Станом на 14 червня 2022
| Сезон             | Команда           | Чемпіонат         | Чемпіонат | Чемпіонат | Національний кубок | Національний кубок | Національний кубок | Континентальні кубки | Континентальні кубки | Континентальні кубки | Інші змагання | Інші змагання | Інші змагання | Усього | Усього |
| Сезон             | Команда           | Ліга              | Ігор      | Голів     | Ліга               | Ігор               | Голів              | Ліга                 | Ігор                 | Голів                | Ліга          | Ігор          | Голів         | Ігор   | Голів  |
| ----------------- | ----------------- | ----------------- | --------- | --------- | ------------------ | ------------------ | ------------------ | -------------------- | -------------------- | -------------------- | ------------- | ------------- | ------------- | ------ | ------ |
| 2021–22           | «Аталанта»        | A                 | 18        | 1         | КІ                 | 1                  | 0                  | ЛЧ+ЛЄ                | 0+2                  | 0                    |               | -             | -             | 21     | 1      |
| Усього за кар'єру | Усього за кар'єру | Усього за кар'єру | 18        | 1         |                    | 1                  | 0                  |                      | 2                    | 0                    |               | -             | -             | 21     | 1      |

### Статистика виступів за збірну
Станом на 14 червня 2022
| Дата      | Місто         | Господарі | Результат | Гості  | Турнір                               | Голи | Примітки |
| --------- | ------------- | --------- | --------- | ------ | ------------------------------------ | ---- | -------- |
| 14-6-2022 | Менхенгладбах | Німеччина | 5 – 2     | Італія | Ліга націй УЄФА 2022-2023 - 1-й етап | -    | 46'      |
| Усього    |               | Матчів    | 1         |        | Голів                                | 0    |          |

| Дата       | Місто     | Господарі | Результат | Гості   | Турнір           | Голи | Примітки |
| ---------- | --------- | --------- | --------- | ------- | ---------------- | ---- | -------- |
| 16-11-2021 | Фрозіноне | Італія    | 4 – 2     | Румунія | Товариський матч | -    |          |
| Усього     |           | Матчів    | 1         |         | Голів            | 0    |          |

## Титули та досягнення
- Переможець Ліги Європи УЄФА (1):

«Аталанта»: 2023–24